# コルヒーダ (ヨット・2代)
コルヒーダ(ロシア語:Колхидаカルヒーダ)は、ロシア帝国の保有した帝室ヨット(Императорская яхта)である。艦名は、グルジア西部またはアブハジアの旧地名、亡んだ王国の名であるコルキスのロシア語名である。

## 概要

### 初期
コルヒーダは、ロマノフ家専用の高速軍艦として建造された。配置は、黒海方面とされた。
1913年には帝室ヨットの役目を終えて黒海艦隊の通報艦(Посыльное судно)に類別され、ペルナーチ(Перначピルナーチュ)と改称された。「ペルナーチ」とは、ルーシで武器として用いられた刃物の一種である。しかし、その後も旧称で呼ばれることも多かった。

### 革命
1917年にロシア革命が勃発すると、ペルナーチは臨時政府黒海艦隊に所属した。この年の10月25日(新暦11月7日)、巡洋艦アヴローラが冬宮に対し砲撃を行ったとき、十月革命の勝利は決定付けられた。午前10時、革命戦時委員会はV・I・レーニンの署名のもと、ロシア市民に対し全ての権力が労働者と農民に掌握されたことが宣言された。
この宣言は、巡洋艦アヴローラの無線装置を使って発せられた。南ロシアにあったペルナーチは、革命の一報をロストフ＝ナ＝ドヌーで傍受した。また、10月25日と翌26日(新暦11月8日)に行われた第2回全国労働者・兵士代表ソヴィエト大会の情報も、この地で知った。こうしたことから、ペルナーチは南ロシアにおいてソヴィエト政府の政令を代弁する役割を担った。そして、それまでコルヒーダとして知られていたペルナーチは、これ移行「ドンのアヴローラ」(«Донской Авророй»)と呼ばれるようになった。

### 白色艦隊
しかし、「ドンのアヴローラ」の運命には紆余曲折が待ち受けていた。南ロシア一帯は強大な白軍の勢力下に入り、ペルナーチも1918年にはロストフに勢力を伸ばした義勇軍に接収され、白色ドン小艦隊に編入された。
1919年3月1日には、ペルナーチはエリピジフォル級砲艦K-10(ヴァーニャ)およびK-12(アマーリヤ)、武装掃海艇アタマン・カレージンおよびレドコーラ・ドンスキーフ・ギールル、3 隻のボリンデル級揚陸艇とともにタガンローク＝アゾフ海分遣隊に所属した。
アントーン・デニーキン将軍が南ロシア軍を編成すると、1919年5月にはドン小艦隊は黒海艦隊に組み入れられ、ロシア海軍旗である聖アンドレイ旗を掲げた。このとき、ペルナーチはもとのコルヒーダに艦名を戻された。

### その最後とその後
1920年、黒海を吹き荒れた嵐によりコルヒーダは遭難した。そして、ブルガリア沿岸のカラ＝ブルン岬沖で沈没した。3年後、その引き上げが試みられたが失敗に終わった。調査を行った潜水夫は、わずかに上部構造の一部を引き揚げたに留まった。
現在、ブルガリアのヴァルナにある海軍博物館には、コルヒーダから引き揚げられた2つの遺物が展示されている。それは、狗鷲の頭部を彫り込んだ木製の船首像と羅針盤である。また、コルヒーダの模型がロストフ＝ナ＝ドヌーの郷土資料館に展示されている。